# Delphaciognathus
Delphaciognathus es un género extinto de sinápsido no-mamífero.